# Mindless Self Indulgence
Mindless Self Indulgence (også kaldt MSI) er et band fra New York. Deres musik er svær at give en genre, hvilket har været diskuteret en del i fanmiljøet, hvor genrer som elektropunk eller industrielt punk har været nævnt. Bandet beskriver selv deres genre som 'industrial safari pussy punk' (hvilket muligvis er ment som en spøg).
Bandet er især kendt for sit energiske sceneshow, hvor forsangeren Little Jimmy Urine engang drak sin egen urin på scenen, samt engang satte ild til sine pubeshår. Bandet har ligeledes klippet en af deres fans skaldet på scenen og publikum smider tit ting efter bandets medlemmer.
I 1999 udgav bandet deres første album, Tight, som de mixede på Atari udstyr. Deres musik synes at være påvirket af begyndelsen af 1980'er kultur.
I 2000 har udgav bandet albummet Frankenstein Girls Will Seem Strangely Sexy, og året efter forlod Vanessa bandet, hvorefter Lyn-Z slutter sig til bandet i hendes sted. Bandets første udgivelse med Lyn-Z som medlem var live albummet Alienating Our Audience, som blev efterfulgt af Despierta Los Niños EP i 2003.
I 2005 opnåede bandet anerkendelse fra medierne og kritikere med udgivelsen af deres fjerde album, You'll Rebel to Anything. De efterfølgende singler fra albummet, "Straight to video" og "Shut me Up" nåede begge stor popularitet. Bandet turnerede med materiale fra albummet i to år, udgav en anden EP med titlen Another Mindless Rip Off, og var til "Revolution Stage" på Linkin Parks Projekt Revolution Tour i 2007.
I begyndelsen af 2008 blev singlen "Mastermind" udgivet udelukkende på iTunes som en "teaser" for bandets femte album, samt en anden single, "Never Wanted to Dance".
De har åbnet for en række mainstream bands, blandt andet System of a Down, Korn, Staind, Sum 41, Mushroomhead, Insane Clown Posse, og Rammstein. De har også haft mange kendte bands til at åbne for dem tidligt i deres respektive karrierer, såsom My Chemical Romance, Fake Shark - Real Zombie! Og Tub ring.

## Diskografi

### Studie albums
- Tight (den 6. april, 1999)
- Frankenstein Girls Will Seem Strangely Sexy (den 22. februar, 2000)
- You'll Rebel to Anything (den 12. April , 2005 (US), 5. November, 2007 (verden))
- If (29. april , 2008 )
- How I Learned to Stop Giving a Shit and Love Mindless Self Indulgence ( den 24 dec 2012)

### EP'er
- Despierta Los Niños (1. november, 2003)
- Another Mindless Rip Off (den 5 december, 2006)

### Live albums
- Alienating Our Audience (den 8 oktober, 2002)

## B-sides
"This isn't good" fra Frankenstein Girls Will Seem Strangely Sexy

## Videoer
- "Bring the Pain"
- "Bitches" (Live) – af Alexander Serpico
- "Tornado" (Live)
- "Panty Shot" (Live)
- "Molly" (Live)
- "You'll Rebel to Anything (As Long as It's Not Challenging)" – af James Galus og Alexander Serpico
- "Diabolical" – Af Alexander Serpico
- "Shut Me Up" – Af Jhonen Vasquez
- "Straight to Video" – Af Poz Lang
- "Animal" – Af M. Dot Strange
- "Mark David Chapman" – Af Mike Diva